# Megachile integrella
Megachile integrella är en biart som beskrevs av Mitchell 1926. Megachile integrella ingår i släktet tapetserarbin, och familjen buksamlarbin. Inga underarter finns listade i Catalogue of Life.